# Steven Hallard
Steven Hallard, född den 22 februari 1965, är en brittisk idrottare som tog OS-brons i bågskytte vid olympiska sommarspelen 1988 i Seoul.